# Thienemanniella trivittata
Thienemanniella trivittata är en tvåvingeart som beskrevs av Maurice Emile Marie Goetghebuer 1935. Thienemanniella trivittata ingår i släktet Thienemanniella och familjen fjädermyggor. Inga underarter finns listade i Catalogue of Life.